# Référendums en Moldavie
Les référendums d'initiative présidentielle, parlementaire ou populaire sont possibles en Moldavie , dont la constitution et la loi électorale organisent le cadre légal de cette forme de démocratie directe.

## Objet
Le titre VI de la constitution de 1994, complétée du Code électoral de 2015 permettent l'organisation de « référendums républicains » afin de permettre à la population « d'exercer son pouvoir citoyen et son droit à participer directement dans l'administration des affaires publiques ». En cas de résultat positif validé par la Cour constitutionnelle, ces référendums sont légalement contraignants sur tout le territoire de la république de Moldavie,.
Les référendums républicains peuvent être : 
- Constitutionnel, lorsqu'ils portent sur une révision de la constitution
- Législatif, lorsqu'ils portent sur l'adoption d'un projet de loi
- Consultatif, lorsqu'ils portent sur une question d'intérêt national, auquel cas l'administration compétente prend la décision finale sur le sujet.

## Initiateurs
La procédure de déclenchement du référendum est mise en œuvre à l’initiative :
- Du président de la république
- D'un tiers des membres du parlement, suivi d'un vote à la majorité
- Des signatures d'au moins 200 000 électeurs inscrits sur les listes électorales dans un délai de deux à trois mois. En 2014, un total de 2 953 276 électeurs étaient inscrits sur les listes, ce qui équivaut à un seuil d'un peu plus de 6,75 % des inscrits. En pratique, le nombre de signatures à collecter est cependant plus élevé pour pallier le nombre variable de signatures invalides ou en double. Dans le cas d'un référendum constitutionnel, les signatures doivent provenir d'au moins la moitié des collectivités administratives et territoriales du deuxième degré dont au moins 20 000 dans chacune d'entre elles, en accord avec l'article 141 de la constitution[1]. L'intitulé de la question doit être clair, sans ambiguïté, répondable par Oui ou Non, et le projet justifié. Une date de tenue du scrutin doit également être suggérée.

Dans le cas d'une demande de révision simultanée d'un même article de la constitution par voie parlementaire et citoyenne, il est mis fin à celle d'origine parlementaire.
Le parlement peut rejeter une proposition formée en son sein, mais ne peut pas s'opposer à un projet d'origine présidentielle ou populaire valide, excepté en votant lui-même la proposition (si celle-ci n'est pas sujette à une restriction constitutionnelle), auquel cas le référendum n'a pas lieu.
Il décide néanmoins de la date, sauf dans le cas d'un référendum consultatif initié par le président.

### Restrictions et contrôle constitutionnel
Les projets de référendums constitutionnels doivent obtenir l'avis conforme de la Cour constitutionnelle, adopté par le vote d'au moins 4 juges. Celle-ci rend son verdict dans les dix jours suivant la réception du projet. Est interdit tout référendum entrainant une violation des droits de l'Homme et des libertés fondamentales.
Les dispositions portant sur le caractère souverain, indépendant et unitaire de l'État, ainsi que celles portant sur la neutralité permanente de l'État, ne peuvent être révisées qu'uniquement par voie de référendum, à la majorité des voix des citoyens inscrits sur les listes électorales. 
Le scrutin ne peut avoir lieu si le pays est en État d'urgence, de siège ou de crise, ni pendant les cent vingt jours suivant la fin d'une de ces période. De même, il ne peut avoir lieu dans les soixante jours précédant ou suivant des élections législatives ou locales, mais peut être organisé simultanément depuis une modification effectuée pour permettre la tenue du référendum de 2019.

### Procédure populaire
Pour initier un référendum d'origine populaire, un groupe d'initiative citoyenne doit réunir au moins 300 citoyens dans un lieu public, annoncé dix jours à l'avance auprès de l'administration. Les citoyens ainsi réunis doivent élire un président et un secrétaire, voter à la majorité le projet, et mettre en place un comité de collecte de signature composé d'au moins cent d'entre eux.
Les noms et lieu de résidence des citoyens en questions, les résultats du vote, la proposition de référendum ainsi que l'identité des membres du comité doivent être signé par le président et le secrétaire, puis communiqués à la Commission Centrale des Élections pour inscription. Celle-ci annonce dans les 15 jours la validité ou non de la procédure, ainsi que la période de collecte, qu'elle peut fixer de deux à trois mois. Les membres du comité reçoivent en même temps une attestation leur permettant de procéder à la collecte, le projet devant être annoncé publiquement dans les médias. La question soumise à référendum doit obligatoirement figurée sur chacune des feuilles de collecte de signature.
La Commission reçoit le total et statue sur leurs validité sous quinze jours, soit en en vérifiant la totalité, soit un échantillon pris au hasard. Le projet est ensuite envoyé à la Cour Constitutionnelle.

### Conditions de validité
Le référendum est légalement contraignant. Il n'est cependant considéré comme valide qu'a la condition de recueillir la majorité absolue des suffrages exprimés ainsi qu'un quorum de participation d'un tiers des inscrits. Le cas particulier d'une révision constitutionnelle portant sur le caractère souverain, indépendant et unitaire de l'État, ou portant sur la neutralité permanente de l'État, nécessite également que les votes en faveur totalisent au minimum 50 % des inscrits.
Un référendum ne peut être organisé sur un même sujet qu'une fois passé un délai de deux ans.